# Неосторожность
Неосторожность в уголовном праве — это одна из форм вины, характеризующаяся легкомысленным расчётом на предотвращение вредных последствий деяния лица либо отсутствием предвидения наступления таких последствий. Впервые неосторожность была выделена средневековыми итальянскими учёными как одна из форм косвенного умысла.
Неосторожность встречается реже, чем умысел, однако по своим последствиям неосторожные преступления (особенно связанные с использованием некоторых видов техники, атомной энергии и т. д.) могут быть не менее опасными, чем умышленные. Неосторожность может быть двух видов: преступное легкомыслие и преступная небрежность.

## Преступное легкомыслие
При преступном легкомыслии виновный предвидит возможность наступления общественно опасных последствий своих действий или бездействия (интеллектуальный момент схож с косвенным умыслом), не желает их наступления и без достаточных оснований самонадеянно рассчитывает на их предотвращение (волевой момент). При этом лицо не расценивает свои действия как общественно опасные, хотя и осознаёт, что они нарушают определённые правила предосторожности. Возможность наступления последствий при этом рассматривается как абстрактная, лицо стремится их не допустить, а его расчёт на их предотвращение имеет под собой реальные, хотя и недостаточные основания, является самонадеянным. 

## Преступная небрежность
При преступной небрежности виновный не предвидит возможность наступления общественно опасных последствий своих действий или бездействия, хотя должен был и мог их предвидеть. Лицо может быть привлечено к ответственности за такие действия, поскольку его поступки связаны с пренебрежительным отношением к закону, требованиям безопасности и интересам других лиц. 
Небрежность включает в себя отрицательный (отсутствие осознания лицом общественной опасности деяния, непредвидение его последствий) и положительный признак (обязанность проявлять должную бдительность и предотвращать причинение вреда общественным отношениям). При установлении положительного признака небрежности необходимо принимать во внимание объективный и субъективный критерий. Согласно первому из них, на лицо должна быть возложена правовая обязанность вести себя с должной предусмотрительностью, основанная на законе, должностном статусе, профессиональных функциях виновного, правилах общежития и т. д. Кроме того, должна иметься объективная возможность распознать опасную ситуацию и предотвратить её развитие. Субъективный критерий предполагает установление способности конкретного лица с учётом его индивидуальных качеств предотвратить развитие опасной ситуации: эта задача должна быть для него выполнимой с точки зрения его физических, интеллектуальных и социальных качеств, а также особенностей психики. 
Преступная небрежность обычно считается в теории уголовного права менее опасной формой вины, чем преступное легкомыслие.

## Неосторожность в уголовном праве России
В Уголовном кодексе РФ описаны как признаки преступного легкомыслия, так и преступной небрежности.
Устанавливается, что если некоторое деяние может быть совершено только по неосторожности, эта форма вины должна быть специально указана в статье УК РФ (ч. 2 ст. 24 УК РФ). Некоторые преступления могут совершаться как умышленно, так и по неосторожности.
Имеется и другое толкование данной уголовно-правовой нормы: считается, что деяние, совершённое по неосторожности, считается преступлением только в случаях, когда такая форма вины прямо предусмотрена в соответствующей статье Особенной части УК.
Н. Ф. Кузнецова, являющаяся автором данной редакции нормы, указывает, что «текст новации достаточно ясен: если в диспозиции норм названа вина в форме неосторожности, то квалифицировать по ней умышленное преступление нельзя. Если форма вины в статье не указана, значит, возможна квалификация содеянного и как умышленного, и как неосторожного». С другой стороны, Конституционный суд РФ в Постановлении от 31 марта 2011 года № 3-П дал совершенно иное толкование данной нормы, признав, что, если в диспозиции статьи Особенной части УК нет указания на совершение деяния по неосторожности, предполагается, что оно может быть совершено только с умыслом. Исходя из обязательности толкований, которые даются Конституционным судом РФ, на практике следует исходить именно из такого понимания данной нормы, несмотря на то, что законодательная интенция носила иной характер.